# 王素 (西晉)
王素（？—？），益州建寧郡人，是蜀漢至西晉初期將領。本為蜀漢南中都督霍弋帳下牙門將，蜀亡後隨霍弋降魏，晉代魏後又归屬於晉朝。吳交阯郡吏呂興起事反抗吳國統治，引發「交阯之亂」，王素受霍弋派遣與爨谷、馬融、楊稷、毛炅、董元等人率軍前往交阯支援叛吳的呂興，安撫了交阯等三郡。寶鼎三年（268年，晉泰始四年），吳國派劉俊等引兵來討伐，王素隨時任交阯太守的楊稷數次擊敗吳軍。建衡三年（271年，晋泰始七年），吳將虞汜、陶璜等再次率大軍前來，王素隨楊稷等人在分水大敗陶璜軍，殺死其兩員將領。但不久後形勢逆轉，九真太守董元所部先後被陶璜、虞汜所敗，之後於四月病死，王素受楊稷之命接任九真太守之職。七月，交阯被吳將陶璜所破，楊稷等人被擒。王素與董元的牙門將王承等人試圖逃回南中，途中被陶璜部將衛濮所俘。